# Matthias Hoë von Hoënegg
Pour les articles homonymes, voir Hoe.
Matthias Hoë von Hoënegg (Vienne, 24 février 1580 - Dresde, 4 mars 1645) est un théologien luthérien allemand.